# Sjællands Symfoniorkester
Copenhagen Phil – hele Sjællands symfoniorkester er i dag landsdelsorkester for hele Sjælland, Lolland og Falster og en moderne kulturinstitution, der giver store symfoniske koncerter i Konservatoriets Koncertsal på Frederiksberg. Orkestret rejser rundt i hele den sjællandske region og giver koncerter for både store og små.
Copenhagen Phil kan skrive historie helt tilbage til 1843,  da Georg Carstensen åbnede Tivoli i København og engagerede H. C. Lumbye til at forestå musikken i haven. I 1846 blev orkestret udvidet til 33 musikere og begyndte at give symfonikoncerter under navnet Tivolis Orkester. Komponisten Niels W. Gade begyndte fra 1848 at arrangere koncerter i København, og musikerne fra "Tivolis Orkester" udgjorde grundstammen ved vinterkoncerterne. I 1965 blev det nuværende Sjællands Symfoniorkester grundlagt med musikere ansat hele året. I de første 20 år fra 1965 var violinisten Anton Kontra orkestrets vitale koncertmester, som initierede en usædvanlig smuk strygerklang. Hver sommer siden 1843 har orkestret således spillet i Tivoli som Tivoli Copenhagen Phil (tidligere var navnet Tivolis Symfoniorkester). 
Copenhagen Phil består i dag (2020) af 65 musikere. Det ligger orkestret på sinde at skabe nye auditive og visuelle udtryk for offentligheden, der kaster nye perspektiver på symfoniorkestret som en innovativ kulturinstitution. Copenhagen Phil er således et orkester, der spiller på mange strenge og bl.a. tilbyder 60 minutes koncerter, hvor rytmiske musikere sætter det klassiske orkester i stævne, i koncertformatet Open Orchestra inviteres skoleklasser og det voksne publikum til at gå rundt i orkestret, mens det spiller – og i koncertforestillingerne Afgørende Øjeblikke kan gymnasielever og det klassiske publikum opleve en dramatiseret koncert, hvor en kendt dansk skuespiller fortæller det spillede værks historie med tilhørende podcast af Third Ear og scenografi af Dark Matters. De nye koncertformater har de seneste år tiltrukket et nyt og bredt publikum.
Copenhagen Phil arbejder målrettet med musikformidling til samt projekter for og med børn og unge. Det ses bl.a. i koncerterne Musik Med Mere, hvor sjællandske musikskoleelever inviteres med på scenen og i folkeskoleprojektet Musik På Tværs, hvor 6000 børn fra hele Sjælland tilbydes musikundervisning, møder ensembler fra orkestret i skolerne og oplever en stor symfonisk børnekoncert i koncertsalen.
Copenhagen Phil har haft flere succesfulde samarbejder med andre kulturinstitutioner. Herunder med Dansk Danseteater og Teater Republique omkring Stravinskijs “Ildfuglen”, der spillede for fulde huse i januar 2016. Orkestret indgår desuden ofte i samarbejder med Den Jyske Opera, Det Kongelige Teater, CPH Opera Festival, Strøm Festival m.fl.
Copenhagen Phil har siden sæson 2009/2010 holdt til i Konservatoriets Koncertsal – DRs gamle Radiohus på Frederiksberg.
Fra sæson 2013/2014 skiftede orkestret navn til at hedde Copenhagen Phil – hele Sjællands symfoniorkester.
I 2018 optog orkestret noget af musikken til det danskproduceret computerspil “Forgotton Anne” med musik komponeret af den danske film og spilkomponist Peter Due. Dette var det første samarbejde mellem et dansk spilfirma og dansk symfoniorkester. 

## Dirigenter
Udvalgte chefdirigenter for orkestret
- Heinrich Schiff (1996-2000)
- Giordano Bellincampi (2000-2005)
- Lan Shui (2007-2016)
- Toshiyuki Kamioka (2016-2024)
- Christoph Gedschold

Andre dirigenter
- Okko Kamu (1. gæstekapelmester, 1988-1995)
- Cristian Mandeal (1. gæstekapelmester, 2007-)
- Christoph Eschenbach
- Jesper Nordin [1]

## Eksterne links
- Wikimedia Commons har flere filer relateret til Sjællands Symfoniorkester
- Copenhagen Phil Hele Sjællands Symfoniorkester